# Приходько Марина Тимофіївна
Мари́на Прихо́дько, до шлюбу Олесіюк (нар. 1927) — українська поетеса, перекладачка. Член ОУП «Слово».

## З біографії
Народилася 16 лютого 1927 року в Празі (Чехословаччина) у родині емігрантів, живе в США. Дочка Тимоша Олесіюка.
Середню освіту здобула в Польщі, вищу — в університетах Мюнхена і Франкфурта (Німеччина). У 1947 р. дебютувала, друкувалася у різних періодичних виданнях «Батьківщина» (Італія), «Обрії», «Свобода» (США), «Сучасність» (Німеччина). Працювала перекладачкою.

## Твори
- Приходько М. Під ордою. Поезії // Слово. Збірник 3. Література. Мистецтво. Критика. Мемуари. Документи. — Нью-Йорк, 1968. — С. 241–243.